# Kloster Pappenheim

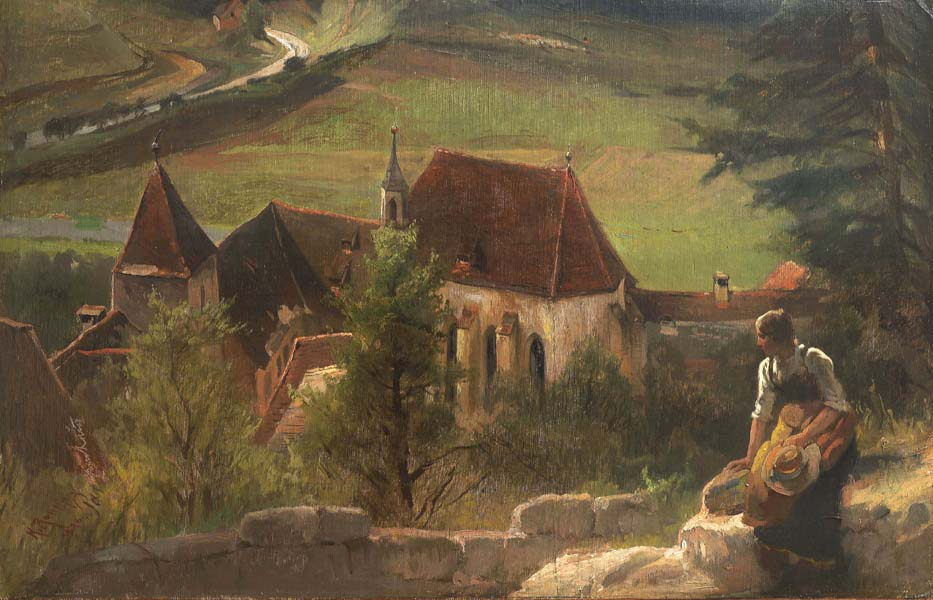
Karl Raupp: Blick auf das ehemalige Augustinerkloster Pappenheim, 1878

Das Kloster Pappenheim ist ein ehemaliges Kloster der Augustinereremiten in Pappenheim in Bayern in der Diözese Eichstätt.

## Geschichte
Das St. Spiritus und St. Augustinus geweihte Kloster wurde 1372 durch Erbmarschall Heinrich von Pappenheim und seine Frau Elisabeth von Ellerbach als Augustiner-Eremiten Kloster gegründet. Es wurde 1545 aufgelöst und befindet sich seither wie die gesamte Klosteranlage im Eigentum der Nachfolger der Stifterfamilie. Schon zu Klosterzeiten, aber auch danach und bis in die heutige Zeit war und ist die Pappenheimer Klosterkirche Grablege der Grafen von Pappenheim. Bemerkenswert ist dabei, dass seit der Reformation die Kirche Mitgliedern der gräflichen Familie beider Konfessionen als Grablege gedient hat. Ab dem 17. Jahrhundert war sie dann ausschließlich Gruftkirche der Marschälle von Pappenheim.
Das Areal ist vom Bayerischen Landesamt für Denkmalpflege (BLfD) als Bodendenkmal (D-5-7031-0259) ausgewiesen.

## Klosterkirche

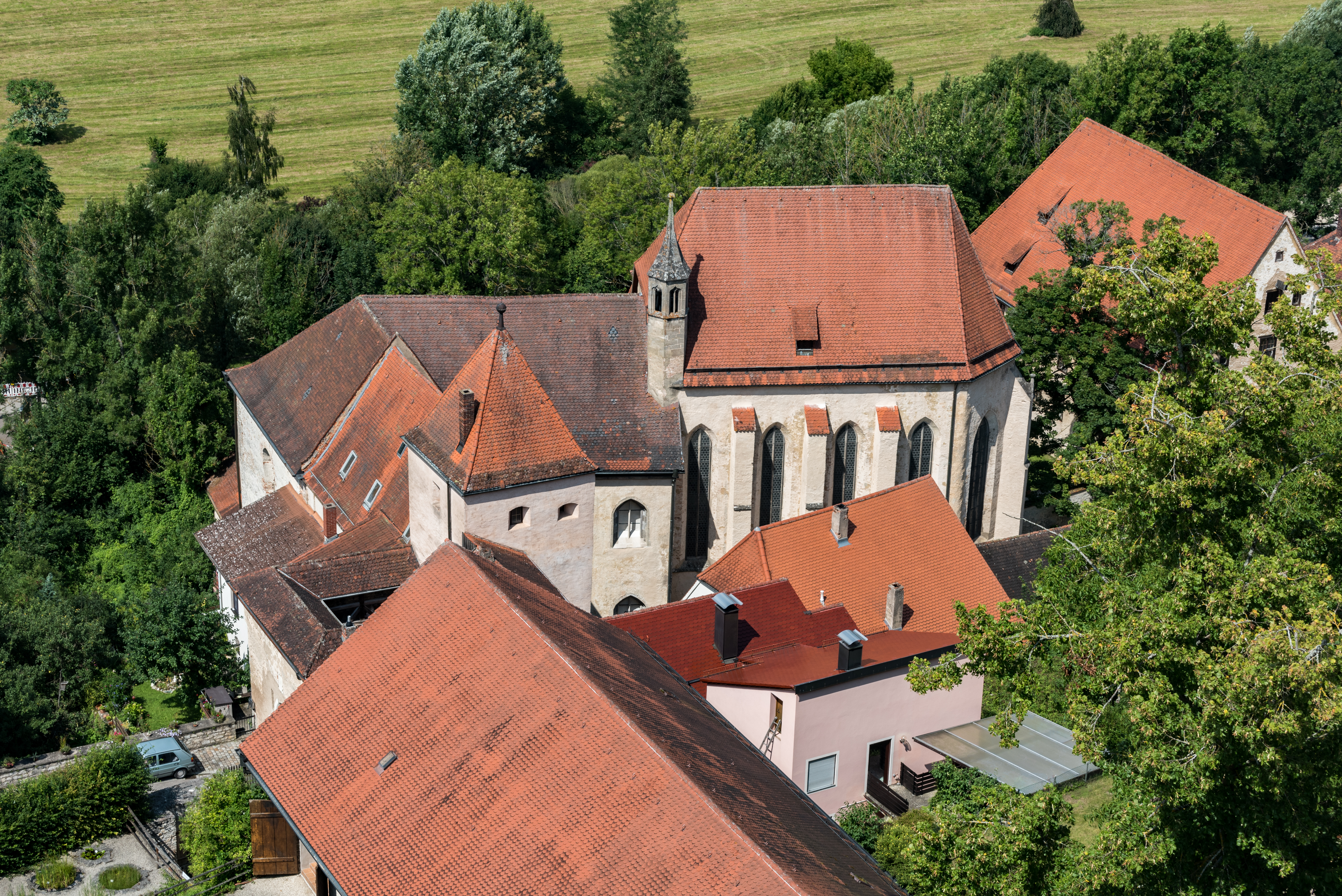
Kloster von der Burg

Die Ausstattung des Innenraumes der ehemaligen Klosterkirche legt Zeugnis von der langen Geschichte ab. Während der Chor und Teile der Klostergebäude und auch der Kirchenschiffmauern noch aus der Gründungszeit stammen, war Ende des 15. Jahrhunderts eine weitere intensive Bauphase von der unter anderem die Rundbogenfenster des Kirchenschiffes zeugen. Anfang des 18. Jahrhunderts erfolgte eine völlige Neugestaltung des eigentlichen Kirchenschiffes, Veränderung des Chorbogens, Einbau einer Stuckdecke im Schiff und einer reich stuckierten Herrschaftsloge sowie Einsetzen von zwei Emporen im Chor und auf der Rückseite des Kirchenschiffes. Damit waren die gestalterischen Phasen des Raumes abgeschlossen. Das Chorgestühl, ursprünglich u-förmig angeordnet und durch einen Lettner vom Kirchenschiff getrennt, ist noch das Originale, Spätgotische, dessen Meister Ulrich Auer es 1458 signiert hat. Der spätgotische Altar dürfte aber nicht der ursprüngliche Hauptaltar sein. Besonders bemerkenswert ist die große Anzahl von Epitaphien aus Stein, oder aufwendige, große, auf Holz gemalte Epitaphien mit biblischen Darstellungen und die Totenschilde. Als besonders bemerkenswerter Teil der Ausstattung muss vor allem die Orgel erwähnt werden. Sie ist um 1712 entstanden und gehört zu den wenigen original erhaltenen Instrumenten im Lande. Eine Verbindung zum Meister der Maihinger Orgel wurde bei der kürzlich erfolgten grundlegenden Restaurierung für möglich gehalten. Auch die anderen Teile des Ensembles der Gesamtausstattung wurden bei der letzten Restaurierung behutsam renoviert. Diese war seit 1784 die erste grundlegende Restaurierung, bei welcher großer Wert darauf gelegt wurde, die Substanz besonders schonend zu behandeln, vor allem was die Erhaltung der originalen Oberflächen aller Teile betrifft.
Anfang der 1990er Jahre wurde die Klosterkirche nach einer mehrjährigen Restaurierung in einem ökumenischen Festgottesdienst durch den Bischof von Eichstätt und den evangelischen Regionalbischof von Nürnberg wieder ihrer kirchlichen Bestimmung übergeben. Seither finden hier Gottesdienste und musikalische, aber nur ausschließlich kirchenmusikalische Veranstaltungen statt.

## Einspielungen auf der Barockorgel
- Joseph Kelemen: Orgelwerke von Johann Pachelbel auf der Crapp-Orgel (1772) der Klosterkirche Pappenheim